# Diplotaxis tehuana
Diplotaxis tehuana är en skalbaggsart som beskrevs av Patricia Vaurie 1960. Diplotaxis tehuana ingår i släktet Diplotaxis och familjen Melolonthidae. Inga underarter finns listade i Catalogue of Life.